# Welterbe in Tunesien
Zum Welterbe in Tunesien gehören (Stand 2023) neun UNESCO-Welterbestätten, darunter acht Stätten des Weltkulturerbes und eine Stätte des Weltnaturerbes. Tunesien hat die Welterbekonvention 1975 ratifiziert, die erste Welterbestätte wurde 1979 in die Welterbeliste aufgenommen. Die bislang letzte Welterbestätte wurde 2023 eingetragen.

## Welterbestätten
Die folgende Tabelle listet die UNESCO-Welterbestätten in Tunesien in chronologischer Reihenfolge nach dem Jahr ihrer Aufnahme in die Welterbeliste (K – Kulturerbe, N – Naturerbe, K/N – gemischt, (G) – auf der Liste des gefährdeten Welterbes).
| Bild                                                           | Bezeichnung                                                    | Jahr | Typ | Ref. | Beschreibung |
| -------------------------------------------------------------- | -------------------------------------------------------------- | ---- | --- | ---- | --- |
| (weitere Bilder)                                               | Medina von Tunis (Lage)                                        | 1979 | K   | 36   | |
| (weitere Bilder)                                               | Archäologische Stätte von Karthago (Lage)                      | 1979 | K   | 37   | Karthago war eine Großstadt in der Nähe des heutigen Tunis, hier wohnten zeitweise bis zu 400.000 Einwohner. Die Stadt wurde im neunten oder achten Jahrhundert v. Chr. gegründet. Im Jahre 689, nach der byzantinischen Niederlage in der Schlacht von Karthago wurde die Stadt zerstört. |
| Amphitheater von El Djem                                       | Amphitheater von El Djem                                       | 1979 | K   | 38   | |
| Nationalpark Ichkeul                                           | Nationalpark Ichkeul                                           | 1980 | N   | 8    | |
| Punische Stadt Kerkuan und ihre Totenstadt                     | Punische Stadt Kerkuan und ihre Totenstadt                     | 1985 | K   | 332  | |
| Medina von Sousse                                              | Medina von Sousse                                              | 1988 | K   | 498  | |
| Kairouan                                                       | Kairouan                                                       | 1988 | K   | 499  | umfasst die Altstadt (Medina), die Grabanlage Zawiya Sidi Sahab und die Bassins der Aghlabiden |
| Dougga/Thugga                                                  | Dougga/Thugga                                                  | 1997 | K   | 794  | |
| Djerba: Zeugnis einer Siedlungslandschaft in einem Inselgebiet | Djerba: Zeugnis einer Siedlungslandschaft in einem Inselgebiet | 2023 | K   | 1640 | Die Siedlungsstruktur auf der Insel Djerba ist geprägt durch die ständige Trockenheit. Das Welterbe verdeutlicht, wie sich Menschen vom 9. Jahrhundert an, an diese Bedingungen angepasst haben und in ihrer Lebensweise beeinflusst wurden. Erfüllte Kriterien für Weltkulturerbe: v.     |

## Tentativliste
In der Tentativliste sind die Stätten eingetragen, die für eine Nominierung zur Aufnahme in die Welterbeliste vorgesehen sind.

### Aktuelle Welterbekandidaten
Mit Stand 2024 sind 16 Stätten in der Tentativliste von Tunesien eingetragen, die letzte Eintragung erfolgte im April 2024. Die folgende Tabelle listet die Stätten in chronologischer Reihenfolge nach dem Jahr ihrer Aufnahme in die Tentativliste.
| Bild                                                                                | Bezeichnung                                                                         | Jahr | Typ | Ref. | Beschreibung |
| ----------------------------------------------------------------------------------- | ----------------------------------------------------------------------------------- | ---- | --- | ---- | --- |
| (weitere Bilder)                                                                    | Nationalpark El Feija (Lage)                                                        | 2008 | N   | 5383 | |
| (weitere Bilder)                                                                    | Bou-Hedma-Nationalpark (Lage)                                                       | 2008 | N   | 5384 | |
| (weitere Bilder)                                                                    | Chott el Djerid (Lage)                                                              | 2008 | N   | 5385 | |
| (weitere Bilder)                                                                    | Oase Gabès (Lage)                                                                   | 2008 | K/N | 5386 | |
| Pfeilergrabmal in Thugga                                                            | Königliche Mausoleen von Numidien und Mauretanien sowie vorislamische Grabdenkmäler | 2012 | K   | 5684 | mit der numidischen Nekropole von Simitthu, dem Pfeilergrabmal in Thugga, den Megalithanlagen von Ellès, den Megalithanlagen von Maktar und dem numidischen Mausoleum von Henchir Bourgou/Djerba              |
| Aquädukt von Zaghouan                                                               | Aquädukt von Zaghouan                                                               | 2012 | K   | 5685 | |
| Antike numidische Marmorsteinbrüche von Simitthu                                    | Antike numidische Marmorsteinbrüche von Simitthu                                    | 2012 | K   | 5687 | bei der antiken Stadt Simitthu |
| Kleinkastell Tisavar                                                                | Grenzen des Römischen Reiches: der Limes in Südtunesien                             | 2012 | K   | 5688 | mit dem Sperrwerk von Bir Oum Ali, dem Sperrwerk in der Enge des Djebel Tebaga, dem Kleinkastell Tisavar, dem Centenarium Tibubuci, dem Kleinkastell Benia Guedah Ceder und dem Kleinkastell Benia bel Recheb |
| Medina von Sfax                                                                     | Medina von Sfax                                                                     | 2012 | K   | 5689 | |
| Marines Perm des Djebel Tebaga                                                      | Marines Perm des Djebel Tebaga                                                      | 2016 | N   | 6087 | Der Djebel Tebaga besteht aus marinem Sedimentgestein aus dem oberen Perm |
|                                                                                     | Stratotyp der Kreide-Tertiär-Grenze                                                 | 2016 | N   | 6088 | Stratotyp (GSSP) für die Grenze zwischen der Kreidezeit und dem Tertiär am Rand des Wadi Mallègue im Gouvernement Kef                                                                                         |
| Table de Jugurtha                                                                   | Table de Jugurtha                                                                   | 2017 | K/N | 6278 | Der 1271 m hohe Tafelberg soll der letzte Rückzugsort des Numiderkönigs Jugurtha vor den Römern gewesen sein.                                                                                                 |
| Höhlenwohnungen und die Welt der Ksar im Süden Tunesiens                            | Höhlenwohnungen und die Welt der Ksar im Süden Tunesiens                            | 2020 | K   | 6444 | Mehrere Ksars, u. a.: Ksar Ouled Soltane und Ksar Haddada (bereits auf der Tentativliste 1988–1996) |
|                                                                                     | Rammadiya d’El Magtaa (El Mekta), das Zentrum der Capsien Kultur                    | 2021 | K   | 6536 | |
| (weitere Bilder)                                                                    | Archäologische Stätte von Sbeïtla                                                   | 2021 | K   | 6537 | Ausgrabungen der römischen Stadt Sufetula in der Nähe der heutigen Stadt Sbeitla, stand bereits zwischen 1988 und 1996 auf der Tentativliste                                                                  |
| Das Dorf Sidi Bou Saïd: Architektonische und spirituelle Harmonie im Mittelmeerraum | Das Dorf Sidi Bou Saïd: Architektonische und spirituelle Harmonie im Mittelmeerraum | 2024 | K   | 6765 | |

### Ehemalige Welterbekandidaten
Diese Stätten standen früher auf der Tentativliste, wurden jedoch wieder zurückgezogen oder von der UNESCO abgelehnt. Stätten, die in anderen Einträgen auf der Tentativliste enthalten oder Bestandteile von Welterbestätten sind, werden hier nicht berücksichtigt.
| Bild                      | Bezeichnung                                     | Jahr      | Typ | Ref. | Beschreibung |
| ------------------------- | ----------------------------------------------- | --------- | --- | ---- | --- |
| (weitere Bilder)          | Nationalpark Djebel Chambi (Lage)               | 1978–1978 | N   | 7    | |
| (weitere Bilder)          | Nationalpark Inseln Zembra und Zembretta (Lage) | 1978–1979 | N   | 8    | |
| Megalithanlagen von Ellès | Megalithanlagen von Ellès                       | 1985–1994 | K   |      | |
|                           | Stätte von Ben Jasla                            | 1985–1994 | K   |      | |
| (weitere Bilder)          | Unterkellerte Häuser von Bulla Regia            | 1988–1996 | K   |      | |
| (weitere Bilder)          | Matmata                                         | 1988–1996 | K   |      | |
| (weitere Bilder)          | Ribat von Monastir                              | 1988–1996 | K   |      | Festungsanlage Ribat in der Stadt Monastir                                                                                        |
| (weitere Bilder)          | Chenini                                         | 1988–1996 | K   |      | |
| (weitere Bilder)          | Andalusische Stadt Testour                      | 1988–1996 | K   |      | im 16. Jahrhundert von aus Andalusien vertriebenen spanischen Mauren über den Resten des antiken Ortes Tichilla gegründete Stadt. |